# Metropolitano de Berlim
O Metro de Berlim ou U-Bahn de Berlim é o sistema de metropolitano da cidade. Circula em quase toda subterraneamente. Abriu em 1902 e conta atualmente com 174 estações, 9 linhas, na maioria subterrâneas, num total de 148,8 quilómetros de extensão. A passagem de U-Bahn também vale nas linhas de S-Bahn que possui outros 340 km sobre trilhos, ônibus, bonde elétrico e até mesmo em alguns ferry boat.
O sistema foi desenhado para aliviar o tráfego do centro da cidade. Expandiu-se rapidamente  até ao final da Segunda Guerra Mundial, quando a cidade estava dividida em dois. A rede permaneceu aberta a passageiros dos dois lados até à construção do Muro de Berlim, que impedia que houvesse qualquer tipo de contacto entre as duas partes da cidade. Os alemães de Este era privados de andar no lado Oeste da linha e vice-versa. O sistema voltou à sua normalidade depois da Queda do Muro de Berlim.
A U-Bahn tem vindo a ser melhorada desde então. Muitas das estações do lado Oriental tiveram intervenções profundas, pois não eram melhoradas desde 1961.

## Linhas
| Linha | Cor           | Trajecto                            | Construção    | Comprimento | Número de estações |
| ----- | ------------- | ----------------------------------- | ------------- | ----------- | ------------------ |
| U1    | Verde         | Uhlandstraße ↔ Warschauer Straße    | 1902 até 1926 | 9,0 km      | 13                 |
| U2    | Vermelho      | Pankow ↔ Ruhleben                   | 1902 até 2000 | 20,7 km     | 29                 |
| U3    | Azul Turquesa | Krumme Lanke ↔ Warschauer Straße    | 1902 até 1929 | 18,9 km     | 24                 |
| U4    | Amarelo       | Nollendorfplatz ↔ Innsbrucker Platz | 1910          | 2,9 km      | 5                  |
| U5    | Castanho      | Hauptbahnhof ↔ Hönow                | 1930 até 2020 | 22,4 km     | 26                 |
| U6    | Roxo          | Alt-Tegel ↔ Alt-Mariendorf          | 1923 até 1958 | 19,9 km     | 29                 |
| U7    | Lilás         | Rathaus Spandau ↔ Rudow             | 1924 até 1984 | 31,0 km     | 40                 |
| U8    | Azul          | Wittenau ↔ Hermannstraße            | 1927 até 1996 | 18,0 km     | 24                 |
| U9    | Laranja       | Rathaus Steglitz ↔ Osloer Straße    | 1961 até 1976 | 12,5 km     | 18                 |

## História
No final do século XIX, os arquitetos e engenheiros da capital alemã procurava solução para resolver os problemas que tráfego crescente trazia para a cidade e os seus arredores. Depois da recusa de vários projectos, a 15 de fevereiro de 1902 foi inaugurada a primeira linha da U-Bahn de Berlim. Conhecida como "Stammstrecke", circulava entre as estações de Warschauer Straße e Zoologischer Garten. O sistema tornou-se popular e rapidamente começaram a ser aparecer mais linhas, nomeadamente nas cidades de Wilmersdorf, Schöneberg e Charlottenburg.
Muitas das comunidades em torno da cidade de Berlim foram incorporadas na "Groß-Berlin" (Grande Berlim) depois da Primeira Guerra Mundial. Em 1920 apareceram novas linhas: a linha Nord-Süd-Bahn (Via Norte-Sul) entre Wedding e a área de Tempelhof-Neukölln. A AEG Corporation também construiu a sua própria U-Bahn, a GN-Bahn, entre as estações de Gesundbrunnen, Alexanderplatz, e Leinestraße. A construção progrediu a um ritmo bastante lento devido à Grande Depressão e à hiperinflação. Nos anos 30, foi acrescentada uma nova linha entre Alexanderplatz e Friedrichsfelde.
A Segunda Guerra Mundial danificou e destruíu a maior parte do sistema de metropolitano da cidade. Apesar de tudo, os danos foram rapidamente reparados. A nova crise que afetou a rede foi a construção do Muro de Berlim em 1961, que separava fisicamente Berlim em duas partes.
A U-Bahn foi expandida na lado Ocidental durante a Guerra Fria. A U9 abriu em 1961, circulando de Norte para Sul sem passar para o lado Oriental do muro. A U7 ligava Rudow no Sudoeste a Spandau no lado Oeste. As linhas U6 e U8 também foram aumentadas. Só a linha U5, no lado oriental de Berlim, foi alargada.
Depois da queda do Muro de Berlim a rede foi novamente unida. Desde então, algumas linhas foram expandidas com o intuito de criar ligações com as restantes redes de transportes públicos, nomeadamete a S-Bahn de Berlim.